# Lankanectes
Lankanectes là một chi động vật lưỡng cư trong họ Nyctibatrachidae, thuộc bộ Anura. Chi này có 1 loài Lankanectes corrugatus và không bị đe dọa tuyệt chủng.